# Ma che freddo fa
Singles par Nada
Les bicyclettes de Belsize
(1968) Biancaneve
(1969)
Singles par les Rokes
Baby Come Back
(1969) 28 giugno
(1969)
Ma che freddo fa (« Mais qu'il fait froid ») est une chanson écrite par Franco Migliacci et composée par Claudio Mattone.

## La chanson

### Histoire
La chanson a été presentée à la 19e édition du Festival de Sanremo (1969) par Nada, alors âgée de 15 ans, dans une double performance avec les Rokes et se classant à la 5e place avec 141 points obtenus. Les premiers versets comprennent une citation de Laléna de Donavan. La version de Nada a été un succès, la vente d'environ 1 000 000 d'exemplaires, principalement sur les marchés italiens et espagnols,.

### Reprises
La chanson a été reprise par de nombreux artistes, dont : Mina (1969), Renzo Arbore (1985), les Avion Travel (2000), Giusy Ferreri (2008) et Max Gazzé (2013).

#### Reprise en français
Toujours en 1969, Dalida a interprété la chanson en français, avec paroles de Serge Lebrail et sous le titre Et pourtant j'ai froid.

### Au cinéma
La chanson a été utilisée comme bande-son des films :
- Perdona bonita, pero Lucas me quería a mí, film espagnol de Dunia Ayaso et Félix Sabroso (1997) ;
- La Fenêtre d'en face (La finestra di fronte), de Ferzan Özpetek (2003) ;
- Mon frère est fils unique (Mio fratello è figlio unico) de Daniele Luchetti (2007) ;
- Grave (Raw - Una cruda verità), film d'horreur franco-belge de Julia Ducournau (2016) ;
- Les Estivants, de Valeria Bruni Tedeschi (2018) ;
- Mascarade, de Nicolas Bedos (2022).

## Liste des titres
Les paroles sont écrites par Franco Migliacci et la musique est composée par Claudio Mattone.
| A. | Ma che freddo fa (Festival de Sanremo 1969 (it)) |                 | 2:55 |
| B. | Una rondine bianca                               | Claudio Mattone | 2:15 |

| A. | Ma che freddo fa (Festival de Sanremo 1969) |                   | 3:18 |
| B. | Per te, per me                              | Shel Shapiro (it) | 2:52 |

## Classement
| Hit parade (1969) | Position de pic |
| ----------------- | --------------- |
| Italie            | 1               |